# ترنسویا فرانس
ترنسویا فرانس (به انگلیسی: Transavia France) یک شرکت هواپیمایی با کد یاتا TO است که در تاریخ ۲۰۰۶ میلادی تأسیس شده و در تاریخ ۲۰۰۷ فعالیتش را آغاز کرده‌است.
دفتر مرکزی ترنسویا فرانس در فرانسه واقع شده‌است و به ۳۰ مقصد، پرواز مستقیم انجام می‌دهد.